# Golpe de Estado en Malí de 1968
El Golpe de Estado en Malí de 1968 fue un golpe militar incruento ocurrido el 19 de noviembre de ese año. Dirigido por el Teniente Moussa Traoré, significó la caída del gobierno del presidente Modibo Keïta y el ascenso de Traoré como Jefe de Estado.

## Antecedentes
En 1960 el Sudán Francés obtuvo su independencia de Francia como Malí. Desde entonces, asumió Modibo Keïta, padre de la Independencia, como Presidente del país. Keïta rápidamente estableció un estado con la Unión Sudanesa-Agrupación Democrática Africana (US-RDA) como partido único, adoptó una orientación africanista independiente y socialista con estrechos vínculos con el Bloque del Este e implementó una amplia nacionalización de los recursos económicos.
Sin embargo, su política enfrentó dificultades económicas. En 1966, suspendió la constitución y disolvió la Asamblea Nacional, reemplazándolos por un Comité Nacional de Defensa de la Revolución con plenos poderes. Como consecuencia, la población estaba cada vez más descontenta con el gobierno. Un golpe fue planeado por oficiales malienses subalternos, en particular los tenientes Moussa Traoré, Tiécoro Bagayoko, Kissima Doukara, Youssouf Traoré y Filifing Sissoko, y suboficiales como Soungalo Samaké. Los altos oficiales malienses tenían poco o ningún control sobre sus subordinados.
Un aspecto destacado es que, a diferencia de muchos golpes de Estado en las antiguas colonias francesas en África, éste no contó con el apoyo de actores extranjeros. Los dos destacados organizadores de golpes prooccidentales en África, el presidente de Costa de Marfil Félix Houphouët-Boigny y el consejero para los asuntos africanos de Charles de Gaulle, presidente de Francia, Jacques Foccart, fueron sorprendidos por el golpe.

## Desarrollo del golpe

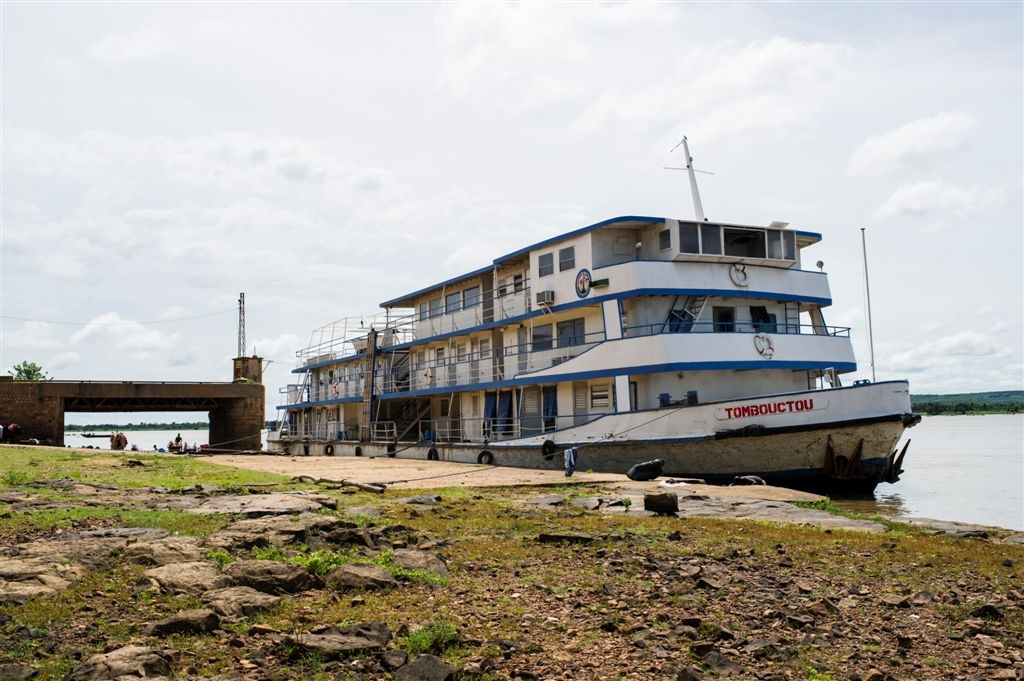
Los militares intentaron arrestar al presidente Keïta en el puerto de Kulikoró. En la foto aparece el Tombouctou, barco gemelo del Général Abdoulaye Soumaré de Keïta, atracado en Kulikoró.

Durante la noche del 18 al 19 de noviembre de 1968, a medianoche, los golpistas reunieron a la guarnición acuartelada en Kati y les anunciaron sus intenciones. Seguidamente, la red telefónica del país fue cortada las 2:00 a. m. y miembros de la US-RDA fueron arrestados antes del amanecer. Los militares detuvieron al convoy del presidente Keïta cuando éste regresaba a la capital Bamako desde Mopti. Querían detenerlo en Kulikoró al desembarcar de su barco fluvial, el Général Abdoulaye Soumaré, pero Keïta se adelantó a lo previsto y su Citroën DS fue bloqueado a las 10:00 a. m. en Kayo, a pocos kilómetros de Bamako.
El teniente Bagayoko preguntó: "Monsieur le président, voulez-vous vous mettre à la disposition de l'armée? [Señor Presidente, ¿le gustaría ponerse a disposición del ejército?]" y los oficiales lo obligaron a subir a un vehículo blindado de transporte de tropas BTR-152. A las 11:30 a. m. fue trasladado al centro de la capital, donde los golpistas le exigieron que detuvieran su política socialista y reemplazara a sus colaboradores, pero Modibo Keïta se negó, argumentando que fue elegido democráticamente como socialista. Sin embargo, según el capitán Abdoulaye Ouologuem, conductor del vehículo presidencial, los amotinados sólo exigieron nuevas elecciones, pero el presidente se negó. A continuación, la facción militar emitió un mensaje por radio anunciando que "el régimen dictatorial [...] ha caído".

## Consecuencias
Debido a los malos resultados económicos del presidente Keïta, el golpe de Estado fue bien recibido por la población. Sin embargo, las causas inmediatas del golpe de Estado fueron los abrumadores problemas financieros y económicos, empeorados por una cosecha especialmente mala en 1968. Modibo Keïta y otros miembros del régimen anterior fueron encarcelados en Kidal y Taoudeni; Modibo Keïta murió estando encarcelado en Bamako en 1977.
Una junta militar denominada Comité Militar de Liberación Nacional (CMLN) fue integrada para gobernar el país. Para conformar el CMLN se designaron a diez tenientes (Moussa Traoré, Baba Diarra, Youssouf Traoré, Filifing Sissoko, Tiécoro Bagayoko, Joseph Marat, Mamadou Sanogho, Cissema Toukara, Moussa Kone y Karim Dembele) y cuatro capitanes (Yoro Diakité, Malik Diallo, Charles Cissoko y Mamadou Cissoko). Moussa Traoré se convirtió en su presidente y prometió democracia y elecciones libres, pero eso nunca ocurrió. Fue proclamado presidente en 1969 y gobernó el país hasta su propio derrocamiento en un nuevo Golpe de Estado en 1991.